# Harmonicon audeae
Harmonicon audeae is een spinnensoort in de taxonomische indeling van de Dipluridae.
Het dier behoort tot het geslacht Harmonicon. De wetenschappelijke naam van de soort werd voor het eerst geldig gepubliceerd in 1998 door Maréchal & Marty.